# 潼关站
潼关站是地处中国铁路西安局集团管辖范围最东端的三等铁路车站，位于中华人民共和国陕西省渭南市潼关县和平路，1931年启用，并于1960年搬迁至新址。车站设有5条股道和2座站台，经行陇海铁路，东距连云港站约945公里，西距兰州站约814公里。
本站也是中国西北地区最早建成的铁路车站。

## 历史

### 旧址
1930年初，陇海铁路展至潼关；同年12月10日陇海铁路灵宝—潼关站建成通车，在潼关老县城东关后沟设有临时车站。
1932年线路向西延伸至华阴，于老县城设隧道下穿；车站顺势迁往县城西关设立的新站，并开办不满整车货物的自理运输。此时，潼关站有客货两用站台3座，共占4966平方米，另配有载重1000公斤的四轮附加砝码秤一台。:203次年，建货物装卸线1条，建货场1个、货物仓库2座，容量1000吨。1933年起，潼关站开始实行零担货物负责运输。:198由于当时陇海铁路潼关至西安段因资金困难停工，潼关成为陇海铁路的终点站，直至1934年复工。
第二次中日战争期间，日军占领对岸风陵渡后采取“遮断作戰”，对陇海铁路实行炮击。为减少损失，铁路部门将潼关机务段迁移华阴，并在线路北侧修筑防护墙；同时经潼关站后向东行驶的列车，机车关灯、禁鸣，沿防护墙隐蔽开行，被称为“闯关车”:31。1945年8月战争结束后，翌年陇海铁路洛阳至潼关区间得到修复，潼关站附近的列车行驶逐渐恢复。
1949年5月28日，中国人民解放军渭南、大荔军分区所辖的二十二团路东总队、朝邑支队沿渭河向渭南城西进攻，随后潼关站被解放军占领。
1957年，西安—太原铁路从风陵渡站修建黄河临时便桥，在潼关站与陇海铁路接轨，但在1959年即告停运。

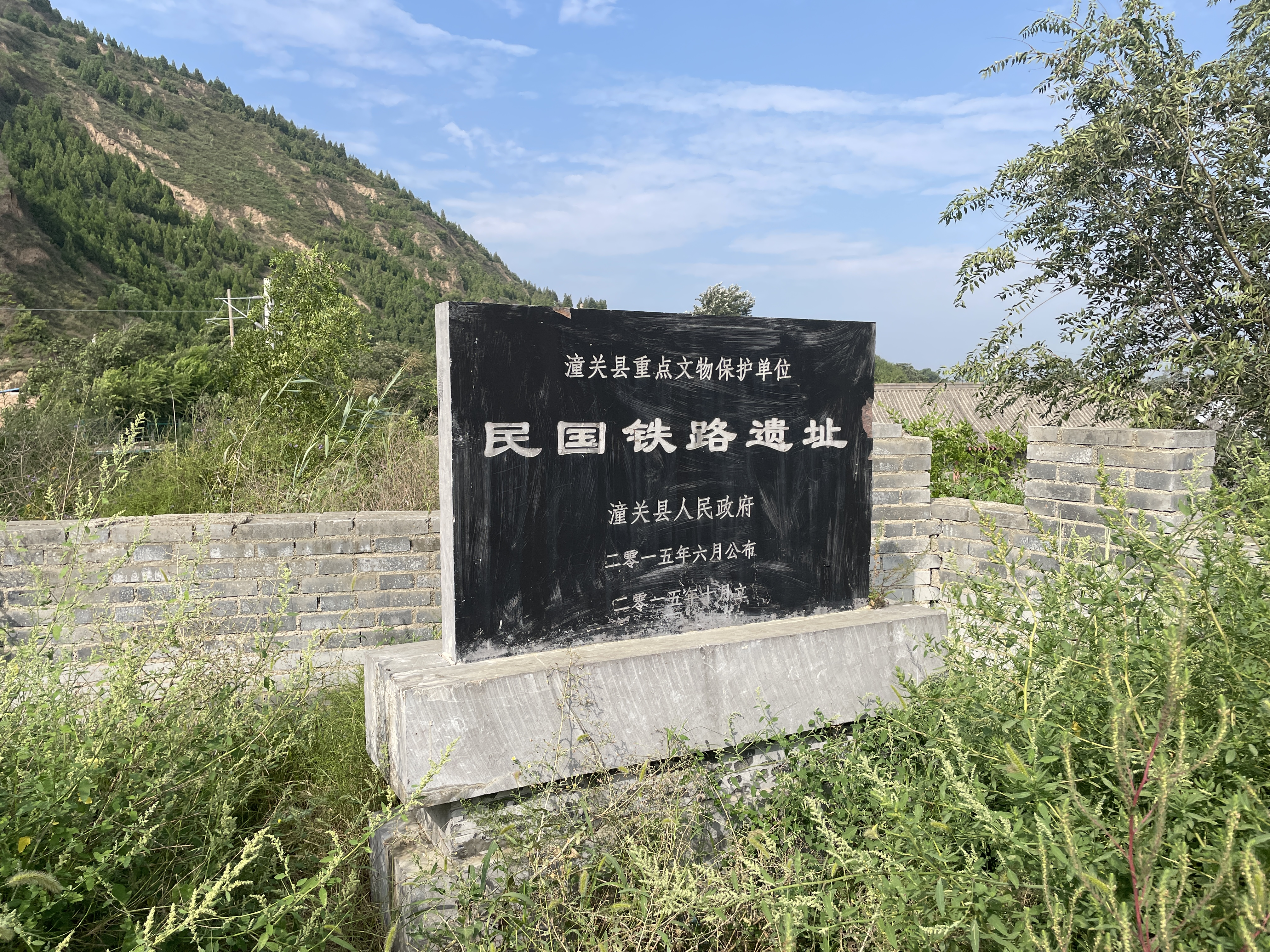
秦东镇（老潼关）的陇海铁路遗址
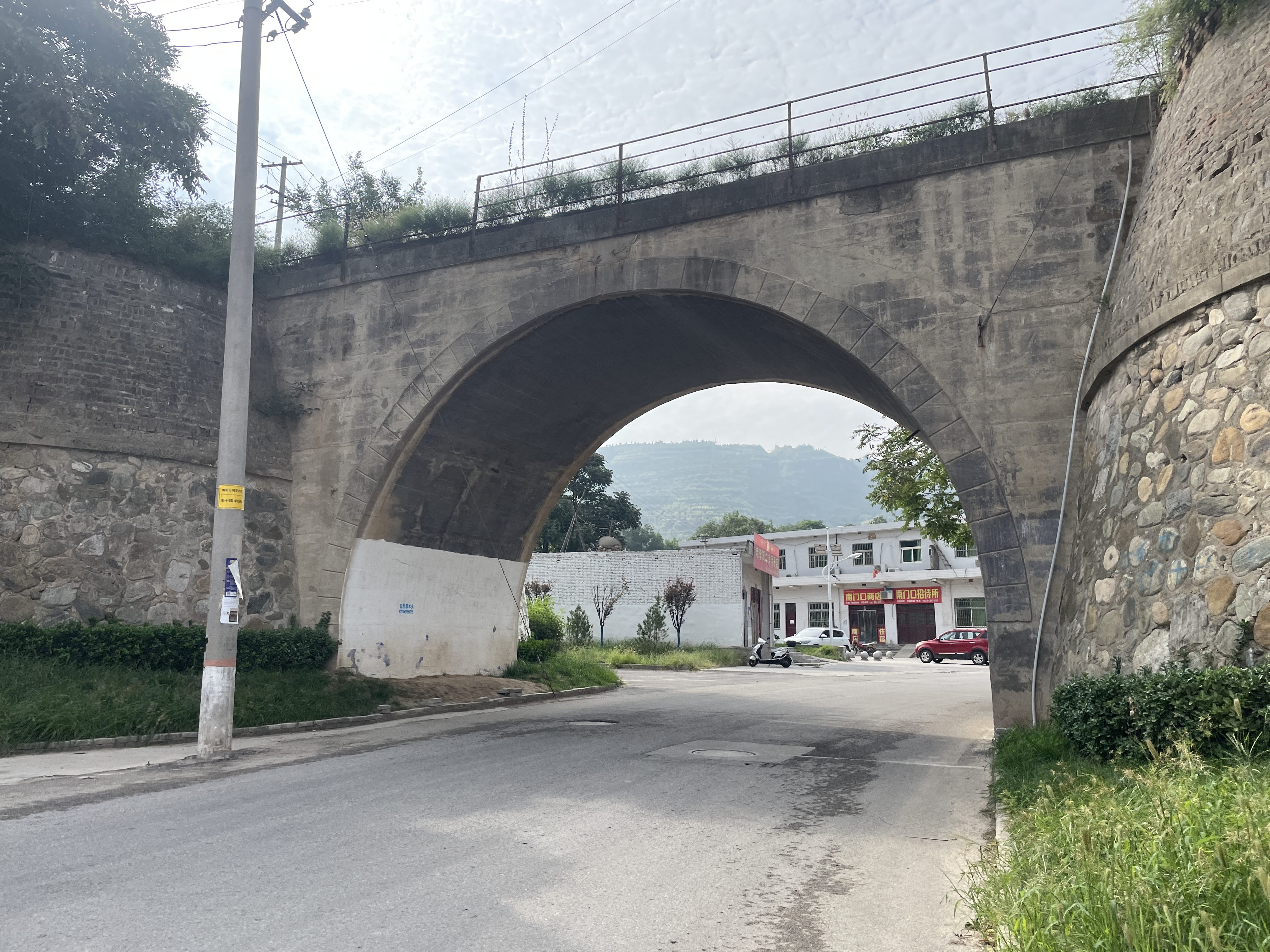
老潼关的陇海铁路桥遗址
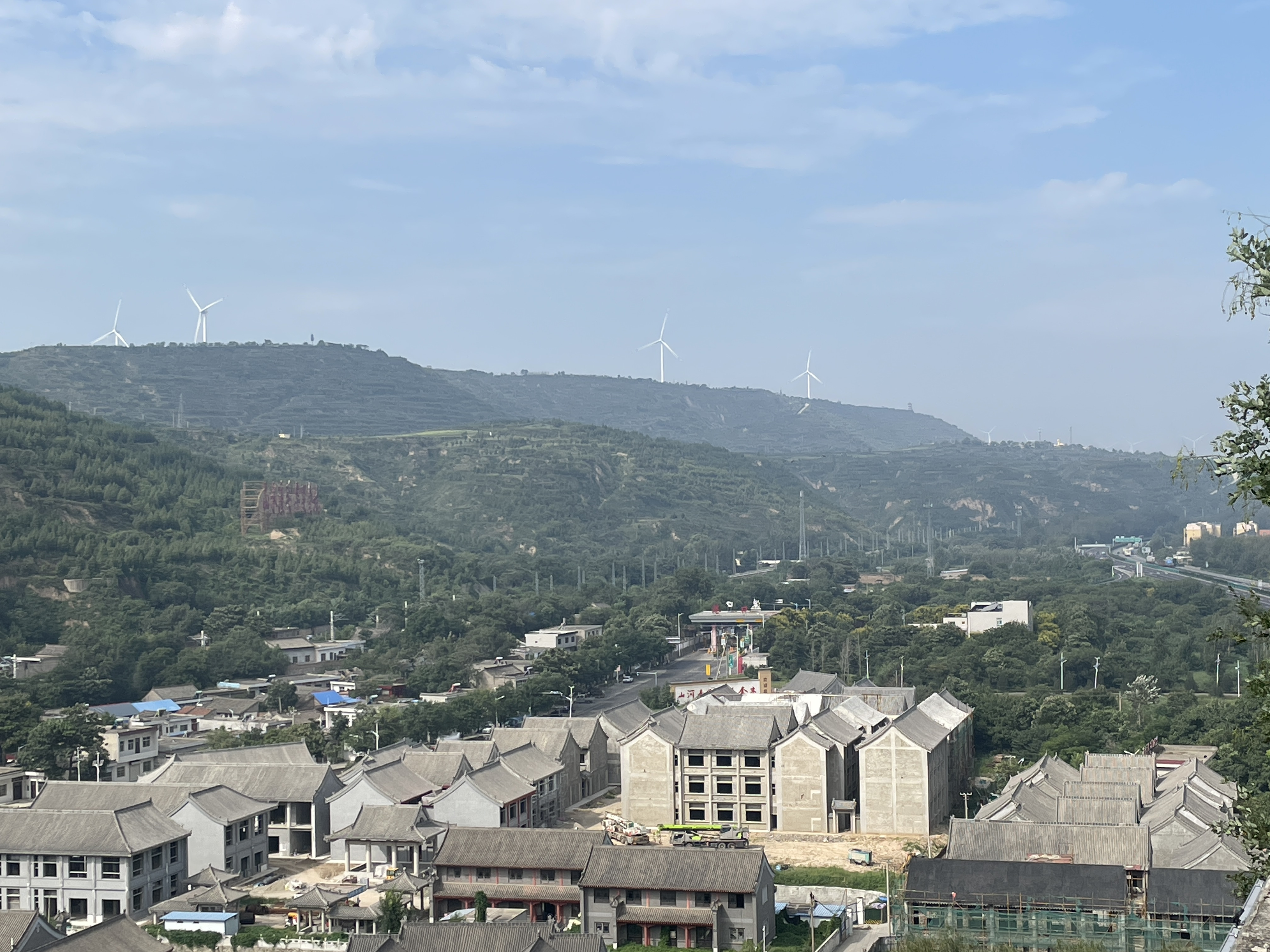
1970年同蒲铁路陕西段工程在老潼关西关修建港口站

### 迁址

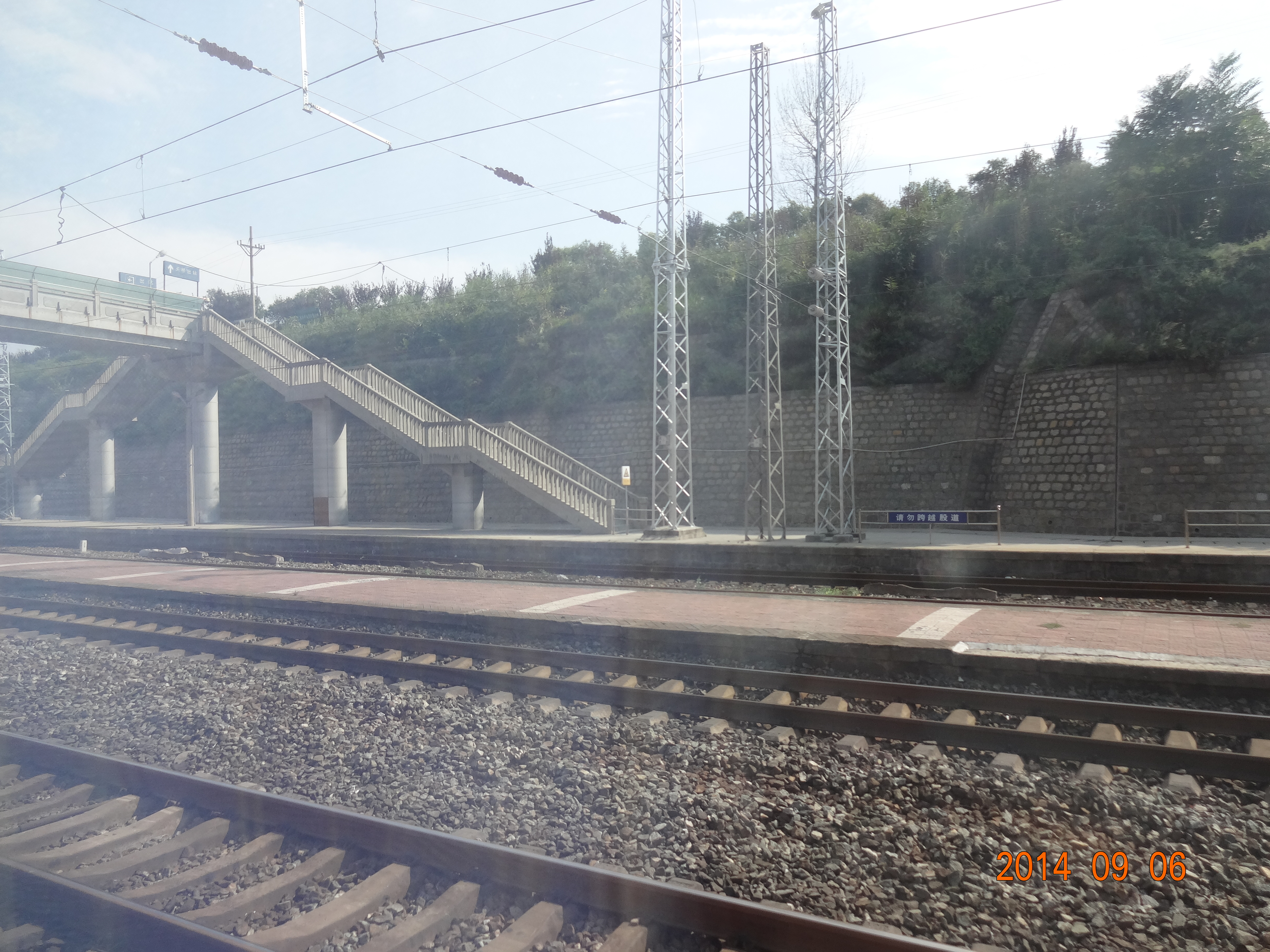
潼关站天桥和2、3号站台（2014年9月）

1960年7月2日本站随陇海铁路复线化及三门峡水利枢纽改线工程通车而搬迁至现址。2003年建成天桥一座。2004年4月中国铁路第五次大提速后停办客运业务，后经当地政府争取后于7月复办；2005年由郑州铁路局洛阳分局三门峡车务段移交西安铁路局管辖后停办货运业务。
2021年3月15日起，车站为进行改造停止办理客运，重建车站站房并加高站台；同年5月1日，车站新站房主体封顶。2021年6月16日，车站恢复客运，并于6月20日完成所有改造工程施工。

## 车站设计
车站新站房建于2021年。外立面提取潼关古城楼敦实严正的建筑特征，内外融入潼关古城历史文化元素。候车面积达1550平方米，可容纳500人同时候车，另设有综合服务中心、母婴室、残疾人卫生间等功能场所。

## 临近车站
